# 沙贡乡 (乡城县)
沙贡乡，是中华人民共和国四川省甘孜藏族自治州乡城县下辖的一个乡镇级行政单位。2019年12月，将热打镇色坝村划归沙贡乡管辖，沙贡乡人民政府驻达根村1组11号。

## 行政区划
沙贡乡下辖以下地区：
章吉村、日英村、同颠村、达根村和仲古村。